# 点者
点者（てんじゃ）は、連歌、俳諧などで、評点し、その優劣を判定する者である。その際の報酬を「点料」という。

## 概要
連歌では点者の地位は高く、二条良基『筑波問答』には「点者の位の人はひろく稽古なくては叶まじき事にや」、『梵灯庵返書』には「点者は万人の連歌を曇なく見明めてあふべきやらん、よのつねの好士とも達者ともいはれたるばかりにてはおもひよらずや侍らん」とある。
宗祇は68歳で朝廷から許されて花の本の宗匠となった。
宗祇の死後、門人宗長が推されて朝廷の允許を得て花の本2世をついだ。
幕府の御連歌師は里村家の子孫で、これもまた点者として唯一の宗匠であった。
点者を業とする宗匠は他にもいたが、これよりも家格は劣った。
俳諧でも同じく松永貞徳が朝廷から花の本の宗匠号を許されたのは慶長3年（1598年）のことで、門人貞室が2世となったのは承応元年
（1652年）である。
彼らは天下免許の点者であるが、貞徳門人で点者を業とする者は他にも多かった。
連歌であれ俳諧であれその道の宗匠が点者で、朝廷の允許を得るべきであったが、のちに師匠から点業を許されるようになった。
林鴻『京羽二重』には、点者は点料を取って衣食し、俳諧師は衣食の道を他に求め、ただ俳諧に遊ぶと区別しているが、のちに区別が無くなり、俳諧師、宗匠は点者の別名となった。
芭蕉は『三等之文』に見るようにその見解は高雅であったが、芭蕉の弟子でさえ業排となると俗化し、其角のような豁達な者も冠里公の邸に出入りして金玉あって銀玉なしなどと、機嫌取りのような真似をしている。
享保（1716年 - 1736年）以後の江戸座の宗匠は堕落したとされ、「五色墨」の徒が正風に返そうと試みたが、当時宗匠の句風は卑しく、少しの違いこそあれ、ほとんど変わらなかった。
これは京都の点者も同じで、その放埒に享保年間俳諧点者たるものは官庁の許可なくしてはこの業に就くことを禁じられ、31人の免許点者を出した。
しかしこれも一時的なことで、宝暦（1751年 - 1764年）頃には京阪の点者に、むやみに高点の点印を使用して俗に媚びる者が輩出し、あるいはいっぺんも行脚することなく万句興行もおぼつかない宗匠さえいて、饒舌利口、機嫌取り的行為によって渡世する者が三都、至るところに見るようになった。
天明（1781年 - 1789年）頃の洒落本には、宗匠を愚弄する内容のものもあり、秋成の『くせ物語』には、俳諧師とばくち打ちには宿を貸さないという話がある。
もっていかに世人から蔑視されていたか知ることができる。
安永（1772年 - 1781年）、天明の復興俳諧を経て、天保（1831年 - 1845年）以後は俳壇はふたたび俗了し、宗匠は『七部集』の皮相的な模倣に安住した。
明治（1868年 - 1912年）になると宗匠は庵号を巨額で売り出し、あらたな宗匠がやがて同じ手段で人に譲り、立机披露に対して莫大な金銭を費やし、月並み宗匠として識者から唾棄された。

## 点料
点料は連歌にもあったが、貞徳は京花咲社中にいたころ俳諧百韻の点料として諸国の門人から諸国の名産をもらったといい、のち門人馬淵宗畔が添削の軸料を銀1両にするようにはからった。
のち、立圃は独立してこれにならって1両とした。
貞門時代は師弟の間に相当の礼儀があり、宗匠を会席に招くのに、会が終われば直ちに謝礼を出すのではなくして翌日、宗匠の宅に挨拶に行くのに一包を折板に載せて贈るというふうであった。
芭蕉は業俳でなかったから点料はとらなかったが、其角、嵐雪はいずれもこれを取った。
其角の門の淡々は自分からはきめなかったが、いつしか百韻銀1両、五十韻銀2匁、歌仙1銭目半となった。
それをのちの俳者はこの点料にならって当座に贈らない人には書き付けを送って催促するようになった。
其角堂、雪中庵、其日庵を承継する宗匠は点料で衣食した。
明治以後もたとえば雪中清規などを見ると、発句添削五銭、連句手合わせ十五円などと見える。